# 达理扎布·洛索勒
达理扎布·洛索勒（1898年—1940年），蒙古革命家、政治人物。外蒙古车臣汗部中末次旗（戴青贝子旗）人。

## 生平
洛索勒出生于外蒙古车臣汗部（戴青贝子旗，今蒙古国肯特省巴图诺尔布苏木）。9岁那年，洛索勒被送入当地的寺院，并在12岁时转到首都库伦的甘丹寺，在那里学习了6年。1908年，洛索勒访问了北京、俄罗斯的布里亚特、彼得格勒和莫斯科。
1918年，洛索勒在边境的芒来巴特尔·达木丁苏隆的部队当随军喇嘛。1919年底，中国占领库伦后，洛索勒与丹巴·恰格达尔扎布、道格索姆·鲍道、乔巴山等人加入了新成立的反对中国占领的秘密团体“东库伦”。1920年8月1日，他们与达木丁·苏赫巴托尔和丹斯兰比勒格·道格松首次赴苏维埃俄国请求帮助。1921年3月1日，他参加蒙古人民党第一次代表大会，并当选党的中央委员会委员。在新成立的人民政府接管政权后，洛索勒出任财政部的司长，后来又升任财政部部长。从1921年到1922年底，洛索勒继续作为随军喇嘛，但在1923年终于正式不再当喇嘛。
1922年12月，洛索勒作为蒙古代表团成员参加了远东各国共产党及民族革命团体第一次代表大会。1923年至1924年，他是军事医学的领导。1924年3月，洛索勒再次当选蒙古人民革命党中央委员会委员会。1925年至1928年，以及1934年至1939年，洛索勒领导了蒙古人民革命党中央监察委员会。1928年，他代表蒙古人民革命党参加了共产国际第六次代表大会。1928年至1934年，洛索勒任蒙古银行的副行长。1937年至1939年，洛索勒任蒙古人民共和国国家小呼拉尔副主席。
1939年12月7日，洛索勒突然被免职，并被遣送至东方省巴彦图门苏木浑特，以负责安置蒙古边界内的游牧民族。但本来飞往该地的飞机载着洛索勒飞到了苏联赤塔。从那里，洛索勒与其他受迫害者被转移到莫斯科。在莫斯科，他被指控为涉嫌从事反革命活动，并为日本从事间谍活动。1940年，洛索勒被枪决。
1962年，洛索勒被平反委员会平反。洛索勒的儿子、建筑师洛·乌勒吉贺希格（Л. Өлзийхишиг）是纪念苏联红军战士的宰桑纪念碑的设计者之一。